# Ламорна
Ламо́рна (англ. Lamorna; корн. Nansmornow) — рыболовецкая деревня в районе Пенуит графства Корнуолл, Юго-Западная Англия, Великобритания.

## География
Ламорна находится в лесистой долине на полуострове Пенвит и омывается водами Атлантического океана. Деревня включена в Корнуоллскую территорию выдающейся природной красоты, которая имеет приблизительно такой же статус как и национальный парк. В бухте Ламорны с 1849 года добывается превосходный гранит.

## Ламорна в культуре и искусстве
С 1880-х годов до 1910-х Ламорна была популярным местом для жизни и творчества у художников Ньюлинской школы, в частности там жил и творил Сэмюэл Бёрч, также известный как Ламорна Бёрч.
Ламорна была увековечена в одноимённой народной песне, существующей минимум с 1910 года. В Ламорне поэт и писатель Уильям Дэйвис написал поэму «Бухта Ламорна» (1929).
В Ламорне работает паб «Уинк», которому посвящена повесть писательницы Марты Граймс The Lamorna Wink (1999); в интерьере паба присутствует множество морских артефактов, включая доску с названием дредноута Warspite (окончил службу в 1945 году, распилен на металл в 1948).
В Ламорне был снят фильм «Соломенные псы» (1971).

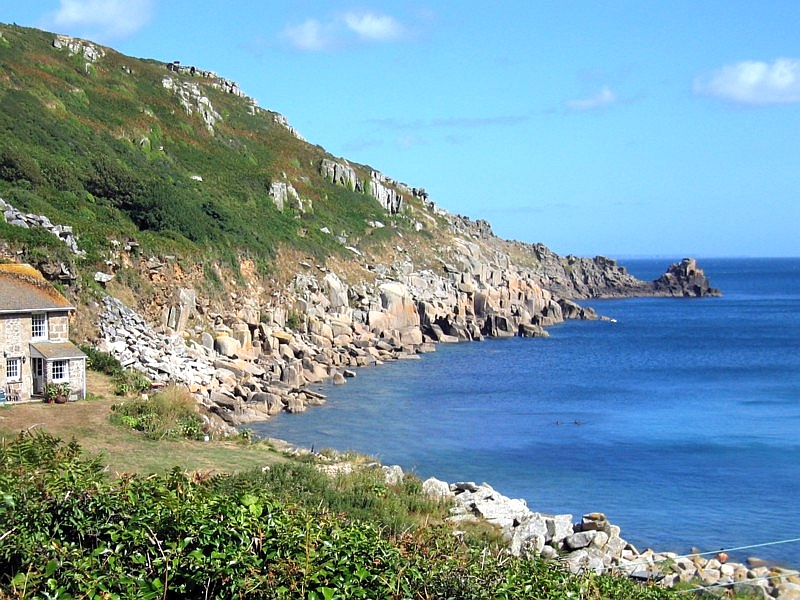
Бухта Ламорна
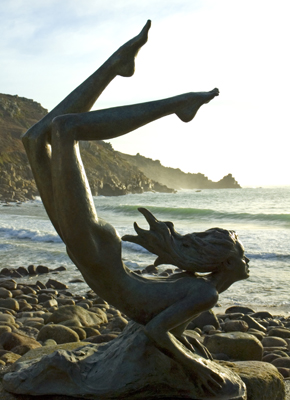
Наяда
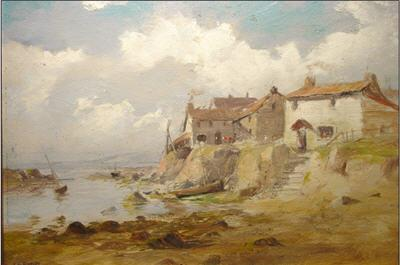
Ламорна ок. 1900 года. Картина Джона Барлоу
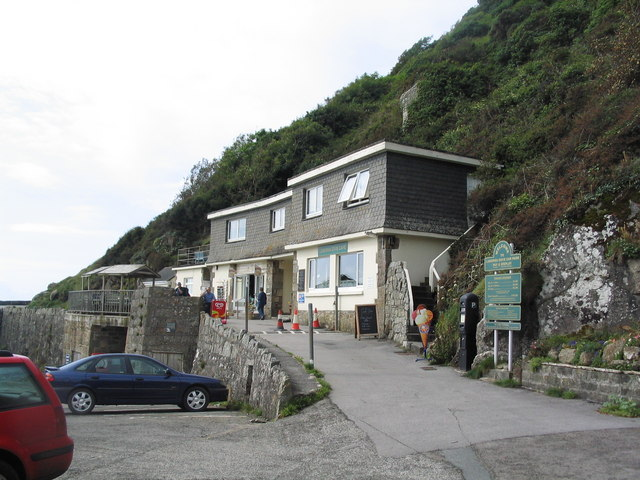
Кафе